# Гудилин, Иван Иванович
Иван Иванович Гудилин (1 мая 1922, с. Сабурово, Орловская область, — 21 августа 2008, Новосибирск) — советский и российский животновод, профессор, доктор сельскохозяйственных наук.

## Биография
Иван Иванович Гудилин родился 1 мая 1922 года в селе Сабурово Орловской губернии.
Участвовал в разгроме фашистской армии под Москвой, был ранен, вернулся в строй и завершил войну в Маньчжурии на 1-м Дальневосточном фронте.
После демобилизации в 1947 году поступил в Московскую сельскохозяйственную академию имени К. А. Тимирязева. Ещё будучи студентом, а затем аспирантом академика А. П. Редькина, начал активно заниматься проблемами отечественного свиноводства. Обучаясь в аспирантуре, в соавторстве с другими учёными вывел новую породу свиней — каликинскую.
В 1953 году, защитив кандидатскую диссертацию, приезжает в Сибирь. Начал работу в Сибирском НИИ животноводства в должности старшего научного сотрудника, заведующего отделом свиноводства.
С 1961 года — директор совхоза «Ярковский», ставшего крупным, рентабельным ОПХ Сибирского НИИ животноводства. В 1964—1965 гг. — заместитель директора Сибирского НИИ животноводства по научной работе.
В 1966—1987 — ректор Новосибирского сельскохозяйственного института. Институт стал одним из ведущих сельскохозяйственных вузов страны. Была заложена основа филиалов института в Кемерово (ныне — Кемеровский сельскохозяйственный институт) и Томске (ныне — Томский сельскохозяйственный институт).
За победу в соревновании вуз трижды награждался дипломами и Красными Знамёнами. За успехи, достигнутые в подготовке высококвалифицированных кадров и развития сельскохозяйственной науки, НСХИ в 1986 году награждён орденом Трудового Красного Знамени.
Все эти годы И. И. Гудилин уделял много внимания научно-исследовательской работе. Защитил докторскую диссертацию по теме «Выведение, совершенствование, использование кемеровской и скороспелой мясной пород свиней в Сибири». Свои теоретические разработки он практически реализовал путём выведения трех пород и одного заводского типа свиней: кемеровской; скороспелой мясной породы (СМ-1) — линии новосибирской селекции и универсального заводского типа в кемеровской породе. Полученные результаты соответствуют уровню мировых достижений.
90-е годы были ознаменованы новыми успехами в научно-внедренческой работе, совершенствовании скороспелой мясной и кемеровской пород свиней. В этот же период обобщены в монографиях результаты разработки биотехнологии переработки отходов животноводства, материалы комплексной селекции свиней с использованием интерьерных показателей.
С 1954 года являлся научным руководителем по выведению и совершенствованию кемеровской, с 1982 года — скороспелой мясной породы свиней. Осуществлял руководство селекционным центром по свиноводству.
Активно занимался учебной работой, научно-внедренческой деятельностью и подготовкой научно-педагогических кадров.
Председатель совета ректоров сельскохозяйственных вузов Сибири и Дальнего Востока, председатель постоянной комиссии областного исполкома по сельскому хозяйству и заготовкам, член президиума Сибирского отделения ВАСХНИЛ, заведующий кафедрой животноводства Новосибирского сельскохозяйственного института,
Имеет 16 патентов и авторских свидетельств, 220 печатных трудов.
Им были подготовлены 7 кандидатов и докторов наук.
За выдающиеся заслуги перед университетом решением ученого совета НГАУ в 2001 году ему присвоено звание «Почётный ректор НГАУ».

## Память
Постановлением Губернатора Новосибирской области от 18 августа 2010 г. № 242 были учреждены 7 стипендий Губернатора Новосибирской области им. И. И. Гудилина талантливым студентам Новосибирского государственного аграрного университета.

## Награды
За боевые и трудовые заслуги награждён 26 правительственными наградами, в том числе 6 орденами.
- Орден «За заслуги перед Отечеством» IV степени — за заслуги перед государством и многолетний добросовестный труд[2]
- Орден Октябрьской Революции
- Орден Отечественной войны I степени
- Орден Красной Звезды
- 2 ордена «Знак Почёта»
- Юбилейные медали ВДНХ
- Заслуженный работник сельского хозяйства Российской Федерации
- Почётный работник высшего профессионального образования Российской Федерации
- Почётная грамота Государственной Думы РФ — за большой вклад в развитие сельскохозяйственной науки, внедрение научных достижений в сельскохозяйственную практику, подготовку высококвалифицированных научных специалистов
- Знак отличия «За заслуги перед Новосибирской областью» — за выдающиеся достижения, направленные на обеспечение развития области[3]